# Sea Watch
Sea Watch és una associació alemanya amb seu a Berlín fundada el 2015 per Harald Höppner per rescatar refugiats al Mediterrani. A més de les seves pròpies missions de rescat amb el mateix vaixell de rescat del club, Sea-Watch finança i recolza en gran manera la iniciativa iniciada el 2015 pel suís Fabio Zgraggen, que busca embarcacions amb refugiats procedents de Malta.

## Història
Sea-Watch es va crear a finals de 2014 a iniciativa d'un grup de voluntaris liderats per Harald Höppner quan es va acabar l'operació naval italiana Mare Nostrum. El 19 de maig de 2015, el grup de Frank Dörner, Harald Höppner, Holger Mag, Ingo Werth, Matthias Kuhnt, Peter Breidbach, Ruben Neugebauer i Tilman Holsten van fundar l'associació per rescatar refugiats en dificultats al mar Mediterrani. En l'àmbit polític, Sea-Watch denuncia l'absència de serveis de rescat marítim estatals i demana accés a rutes d'accés segures per a refugiats i altres migrants a Europa.
Höppner va comprar un vell vaixell pesquer (Sea-Watch), que va ser reconstruït entre febrer i abril de 2015 a Hamburg-Harburg i que fou utilitzat des de mitjans de juny de 2015 a la Mediterrània. Des de novembre de 2015 fins a gener de 2016, l'associació va formar part del programa Rescuers Help Rescuers de la Federació Internacional de Salvament Marítim (paral·lel a les activitats de salvament a la ruta de la Mediterrània Central) amb dues llanxes motrius a l'illa grega de Lesbos, per contribuir a la reducció de la mortalitat en les nombroses rutes de Turquia a Grècia. Segons la seva pròpia informació, l'associació va salvar la vida del voltant de 2.000 persones l'any 2015. El desembre de 2015, el club va adquirir el Sea-Watch 2. Des del 2018 funciona el Sea-Watch 3.
A principis de maig de 2017, Sea-Watch va entrar en conflicte amb la Guàrdia Costanera Libia. Sea-Watch va ser sol·licitat per a una operació de rescat a la costa de Líbia. El Centre de Coordinació de Salvament Marítim de Roma, però, va assignar a la Guàrdia Costanera la coordinació de la missió (Coordinació ON-Scene). Sea-Watch va acusar la Guàrdia Costanera de Líbia, en una maniobra de risc que va passar el vaixell de vigilància del mar. El capità libio va ser acusat pels ajudants de no haver reaccionat ni als seus missatges de ràdio ni a un helicòpter naval italià, que li havia ordenat detenir-se immediatament. La guàrdia costanera libia va declarar que els contrabandistes els havien disparat. La guàrdia costanera libia, al seu torn, va acusar Sea-Watch de perturbar l'operació de la Guàrdia Costanera. Segons el portaveu Ajub Kassem, Sea-Watch volia rescatar els nàufrags i va argumentar que Líbia no era segura. Durant el rescat, cinc persones van perdre la vida. La Guàrdia Costanera va acabar recollint gairebé 500 persones i els va tornar a Líbia. [21] Al juliol, la Cort Penal Internacional a la Haia va anunciar que havia iniciat investigacions contra la guàrdia costanera libia sobre el cas Sea-Watch.
El 6 de novembre de 2017, més de 50 persones van morir en un rescat que va implicar Sea-Watch i la Guàrdia Costanera Libia. El Sea-Watch 3 havia estat sol·licitat pel Centre de Rescat de Roma per rescatar a la gent i havia arribat al mateix temps que un vaixell libi a l'indret. Segons una portaveu de la Guàrdia Costanera Italiana, les autoritats líbies havien assumit la coordinació de la missió. Yn vaixell de goma amb 140 persones es va enfonsar. Segons Reuters, en un vídeo es veia que la situació era la següent: alguns dels migrants naufragats es van negar a ser rescatats per la Guàrdia Costanera de Líbia i, en canvi, van intentar unir-se al vaixell Sea Watch. Segons la Guàrdia Costanera de Libia, Sea-Watch va minar una operació de rescat que ja s'estava executant. Sea Watch 3 va ignorar les instruccions de la Guàrdia Costanera de marxar. Segons Sea-Watch, la Guàrdia Costanera Libia havia intentat evitar l'assoliment del vaixell Sea Watch. A causa de l'"acció brutal" de la Guàrdia Costanera, hi va haver pànic i diversos immigrants van caure a l'aigua. Un helicòpter de la Marina Italiana va detenir el vaixell de la Guàrdia Costanera Libia. Segons Kordula Dörfler, el material presentat per Sea-Watch dona suport a la seva versió. Sea-Watch finalment va rescatar 58 persones i les va portar a Europa, la guàrdia costanera libia va aconseguir endur-se'n 45 i les va retornar a Líbia. A causa de les morts, la policia italiana va iniciar una investigació i va impedir sortir al Sea-Watch 3 del port de Pozzallo. Dotze migrants nigerians, inclosos els pares de dos nens que havien mort, van presentar una demanda contra Itàlia en el Tribunal Europeu de Drets Humans a l'abril de 2018 amb el suport d'organitzacions no governamentals, incloent Sea-Watch. Els demandants van ser rescatats per la Guàrdia Costanera de Líbia durant l'incident i van tornar a Líbia, on alguns van ser torturats. Tres d'ells van tornar a Nigèria per escapar dels centres de refugiats de Líbia.
El juny de 2018, Sea-Watch 3 va ser aturat per les autoritats malteses al port de Valletta perquè no estava registrat correctament sota la bandera holandesa. Encara que el problema s'havia aclarit al juliol, es va impedir de salpar al Sea Watch 3 fins a l'octubre, segons Sea-Watch per raons polítiques.

## Vaixells i avió
Sea-Watch sempre ha utilitzat vaixells relativament petits i lents, que no estan preparats pel rescat i transport als ports. L'associació considera que el transport ha de ser una tasca del rescat marítim estatal. El mateix vaixell és un antic tallador de pesca, que van adquirir el 2015 i es va convertir en un vaixell salvavides per al seu ús al Mediterrani fins que es va lliurar a l'associació Mare Liberum. Després va venir el Sea-Watch 2, un antic vaixell d'investigació pesquera, que va assumir operacions de rescat de 14 dies entre la costa libia i l'illa de Malta per a fer el seguiment del Sea-Watch entre el 2016 i el 2017. Després d'això, el vaixell va ser venut a la missió Lifeline. El Sea-Watch 3 va ser operat anteriorment com a Dignitat I per l'organització no governamental Metges Sense Fronteres. El vaixell té 50 metres de llarg, està registrat com a iot als Països Baixos i pot acollir més persones que el Sea-Watch 2. Des de principis d'octubre de 2018, l'associació opera amb el remolcador Mare Jonio, que no s'utilitza per rescatar nàufrags, però ajuda a ubicar i assegurar altres embarcacions.
Per a la recerca de vaixells refugiats, opera l'avió Moonbird, un Cirrus SR22, operat conjuntament per una organització suïssa de pilots humanitaris i Sea-Watch. El projecte està recolzat per l'Església Evangèlica a Alemanya. L'any 2017 l'avió va localitzar 119 vaixells i així va contribuir al rescat de 20.000 persones. Després que el govern de Malta tanqués els ports per a organitzacions no governamentals el juny de 2018, les autoritats també van prohibir els vols de la costa libia a principis de juliol de 2018.